# Tetramoera
Tetramoera là một chi bướm đêm thuộc phân họ Olethreutinae trong họ Tortricidae.

## Các loài
- Tetramoera calligrapha (Meyrick, 1912)
- Tetramoera flavescens Kuznetsov, 1988
- Tetramoera gracilistria (Turner, 1946)
- Tetramoera isogramma (Meyrick, 1908)
- Tetramoera leptalea Diakonoff, 1988
- Tetramoera paragramma (Meyrick, 1909)
- Tetramoera schistaceana (Snellen, 1891)